# Gagrella reticulata
Gagrella reticulata is een hooiwagen uit de familie Sclerosomatidae.